# اگوریسم

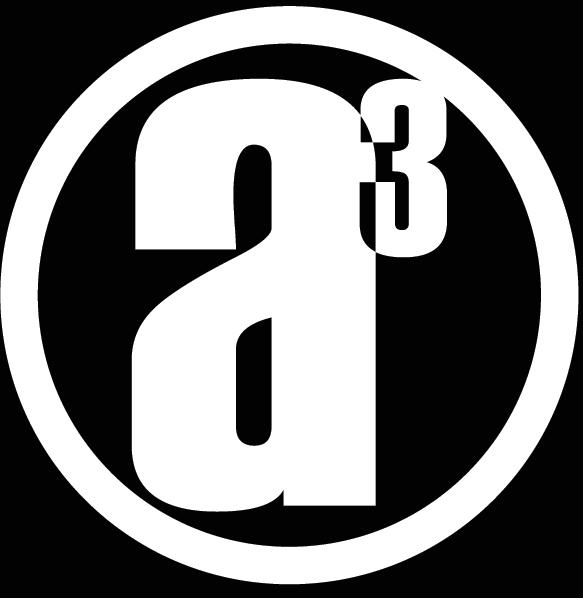
سه نماد اگوریسم (اگورا، آنارشیسم، اقدام)

اگوریسم (انگلیسی: Agorism) یک فلسفهٔ اجتماعی لیبرترین است که از ایجاد جامعه‌ای که در آن تمام روابط بین مردم مبادلات داوطلبانه از طریق ضد اقتصاد، و در نتیجه به نحوی شرکت در جنبه‌هایی از انقلاب صلح‌آمیز، باشد حمایت می‌کند. این فلسفه نخستین بار توسط سمیوئل ادوارد کانکین سوم در سال ۱۹۷۵ با مشارکت جی نیل شولمن پیشنهاد شد.
اگوریست‌ها همچون اراده گرایان نوعاً با رای دادن و اصلاح سیاسی مخالفند و در عوض بر استراتژی‌های جایگزین خارج از نظام سیاسی برای دستیابی به جامعه‌ای آزاد دفاع می‌کنند. آنان معتقدند چنان جامعه‌ای با استفاده از روش‌هایی چون آموزش، اقدام مستقیم، واحدهای پول جایگزین، کارآفرینی، خودکفایی، نافرمانی مدنی و — مهم‌تر از همه — «ضد اقتصاد» سریعتر قابل حصول است.